# Plewka (rzeka)
Plewka – rzeka, lewostronny dopływ Wisły o długości 27,88 km.
Źródło rzeki znajduje się na pograniczu Równiny Kozienickiej i Równiny Radomskiej w okolicy wsi Polesie na południowy wschód od Czarnolasu. Rzeka w początkowym odcinku płynie przez tereny rolnicze na południe i w okolicy wsi gminnej Przyłęk zmienia kierunek i kieruje się ku wschodowi, prowadząc wody przez Równinę Radomską i Małopolski Przełom Wisły. Przepływa przez Załazy, Rudki, Janowice i Janowiec w powiatach zwoleńskim i puławskim.
Odcinek od Janowic aż do ujścia do Wisły w Janowcu znajduje się w granicach Kazimierskiego Parku Krajobrazowego. W okolicy Janowic Plewka płynie przez las sosnowy. Utworzono tam kilkudziesięciohektarowy zalew o charakterze rekreacyjnym. Zaliczane do pierwszej klasy czystości wody rzeki wykorzystywane są do zasilania licznych, w większości niewielkich, przydomowych stawów.